# Lethe apara
Lethe apara är en fjärilsart som beskrevs av Hans Fruhstorfer 1911. Lethe apara ingår i släktet Lethe och familjen praktfjärilar. Inga underarter finns listade i Catalogue of Life.